# Гилгель Гибе I (плотина)
Плотина Гилгел-Гибе I — насыпная плотина, покрытая каменной насыпью, расположенная на реке Гилгел-Гибе в Эфиопии. Она находится примерно в 57 километрах к северо-востоку от Джиммы, в регионе Оромия. Основное предназначение этой плотины — производство гидроэлектроэнергии. Установленная мощность составляет 184 мегаватт, что обеспечивает достаточное количество электроэнергии для более чем 123 200 домов. Длина плотины составляет 1700 метров, а высота — 40 метров (130 футов). Строительство началось в 1988 году, но в 1994 году работы были приостановлены. В 1995 году строительство возобновилось с привлечением новой строительной компании. Плотина была введена в эксплуатацию в 2004 году.
На востоке от плотины возвышаются холмы, а на западе раскинулись равнины. Сама плотина находится в долине. Район вокруг неё густонаселён — на один квадратный километр приходится 155 жителей. В окрестностях преобладает саванна.
Вода из плотины поступает по туннелю длиной 9,2 километра к подземной электростанции, расположенной ниже по течению. После выработки электроэнергии вода возвращается в реку Гилгел-Гибе, где она течет примерно 2 километра на север. Затем она проходит по туннелю длиной 26 километров через горный хребет и достигает другой подземной электростанции, известной как Гилгел-Гибе II, которая находится в низовьях реки Омо.